# 农神吞噬其子
《农神吞噬其子》，是西班牙浪漫主义画派画家弗朗西斯科·戈雅的一幅名作。该作是戈雅晚年所绘制的《黑色绘画》系列中最为著名的一幅，以阴暗恐怖而闻名。画中是罗马神话中的农神萨图尔努斯为了防止儿子们夺权斗争而将他们全部吃掉。